# (236111) Wolfgangbüttner
(236111) Wolfgangbüttner, désignation internationale (236111) Wolfgangbuttner, est un astéroïde de la ceinture principale.

## Description
(236111) Wolfgangbuttner est un astéroïde de la ceinture principale. Il fut découvert le 7 septembre 2005 à Radebeul par Martin Fiedler. Il présente une orbite caractérisée par un demi-grand axe de 2,17 UA, une excentricité de 0,17 et une inclinaison de 5,8° par rapport à l'écliptique.

## Compléments